# 표현대표이사
표현대표이사(表見代表理事)란 실제로는 회사의 대표이사가 아님에도 불구하고 대표이사, 사장 기타 회사를 대표할 권한이 있는 것으로 인정되는 명칭을 사용한 자를 말한다. 대표이사가 아닌 이상, 사장·부사장·전무이사·상무이사 등의 명칭을 가진 이사일지라도 회사를 대표할 권한을 갖지 못한다. 그러나 이와 같은 명칭을 가진 이사는 대표이사로 오인(誤認)되기 쉽다. 대한민국 상법은 이와 같은 명칭 기타 회사대표권을 갖는 것으로 인정될 만한 명칭을 가진 이사의 행위에 대하여서는 회사는 그 자기대표권을 가지지 않은 경우일지라도 선의의 제3자에 대하여는 책임을 지도록 하여(395조) 거래의 안전을 보호하고 있다.

## 근거
영미법의 금반언의 원칙이나 독일법의 외관주의 법리에서 근거를 찾는다.

## 판례
- 상법 제395조에 의하여 표현대표이사의 행위에 대하여 회사가 책임을 지는 것은 회사가 표현대표이사의 명칭 사용을 명시적으로나 묵시적으로 승인할 경우에만 한하는 것이고 회사의 명칭사용 승인없이 임의로 명칭을 참칭한 자의 행위에 대하여는 비록 명칭사용을 알지 못하고 제지하지 못한 점에 있어서 회사에게 과실이 있다고 할지라도 그 회사의 책임으로 돌려 선의의 제3자에 대하여 책임을 지게 하는 취지가 아니다.[2]

## 같이 보기
- 대한민국 상법 제395조